# Холандско колонијално царство
Холандско колонијално царство (хол. Nederlands-koloniale Rijk) се састојало од прекоморских територија које је Холандија поседовала од 17. до 20. века.
Ово царство је почивало на трговини са читавим светом, пошто је у 17. веку огромна трговачка флота омогућила Холанђанима да постану моћна трговачка нација.
До краја 16. века лука Амстердам је била најпрометнија у Европи, са складиштима, банкама и трговачким кућама, као и великом поморском флотом. Незадовољни због тога што су их Шпанци и Португалци искључили из Јужне Америке, Холанђани су се запутили на Далеки исток. Основали су Источноиндијску компанију за своје трговце и преузели контролу над трговином на „Острвима зачина” или Источноиндијским острвима, преузевши Јаву и Молучка острва од Португалаца.
Холандска Источноиндијска компанија је од 1619. године имала седиште у Батавији (Џакарта) на острву Јави (данас део Индонезије). Ова компанија је имала војску и моћну флоту, која је протерала Енглезе и Португалце са Источноиндијских острва и заузела Цејлон, луку Малака и неколико лука у Индији. Она је чак основала трговачку постају у Јапану, тако да су Холанђани били једини Европљани којима је ово било дозвољено.